# Chrysopa altaiensis
Chrysopa altaiensis är en insektsart som beskrevs av Hölzel 1980. Chrysopa altaiensis ingår i släktet Chrysopa och familjen guldögonsländor. Inga underarter finns listade i Catalogue of Life.